# Eriococcus oligotrichus
Eriococcus oligotrichus är en insektsart som först beskrevs av Miller 1993.  Eriococcus oligotrichus ingår i släktet Eriococcus och familjen filtsköldlöss. Inga underarter finns listade i Catalogue of Life.